# Limenitis hageni
Limenitis hageni är en fjärilsart som beskrevs av Otto Staudinger 1892. Limenitis hageni ingår i släktet Limenitis och familjen praktfjärilar. Inga underarter finns listade i Catalogue of Life.